# سيرج دومون
سيرج دومون (بالفرنسية: Serge Dumont)‏ هو كاتب مقالات وشخصية أعمال فرنسي، ولد في 3 فبراير 1960.